# Якутска област
Якутска област (на руски: Якутская область) е област на Руската империя и Съветска Русия, съществувала от 1805 до 1922 година. Разположена около днешна Якутия, тя е най-голямата губерния или област на империята и заема една трета от територията на Сибир. Столица е град Якутск. Към 1897 година населението ѝ е около 270 хиляди души, главно якути (82%), руснаци (11%) и тунгуси (4%).
През 1805 година е обособена от Иркутска губерния. През 1922 година е преобразувана в Якутска автономна съветска социалистическа република, а части от дотогавашната ѝ територия са прехвърлени в Иркутска и Енисейска губерния.